# Electrophaes recens
Electrophaes recens là một loài bướm đêm trong họ Geometridae.